# Wjatscheslaw Eduardowitsch Ustinow
Wjatscheslaw Eduardowitsch Ustinow (russisch Вячеслав Эдуардович Устинов, engl. Transkription Vyacheslav Ustinov; * 10. Mai 1957) ist ein ehemaliger russischer Leichtathlet, der sich auf den 110-Meter-Hürdenlauf spezialisiert hat und der für die Sowjetunion an den Start ging. Seinen größten sportlichen Erfolg feierte er mit dem Gewinn der Bronzemedaille über 60 m Hürden bei den Halleneuropameisterschaften 1985 in Piräus.

## Sportliche Laufbahn
Erste internationale Erfahrungen sammelte Wjatscheslaw Ustinow vermutlich im Jahr 1983, als er bei den Halleneuropameisterschaften in Budapest mit 8,03 s in der ersten Runde im 60-Meter-Hürdenlauf ausschied. 1985 belegte er bei den Hallenweltspielen in Paris in 7,75 s den fünften Platz über 60 m Hürden, ehe er bei den Halleneuropameisterschaften in Piräus in 7,70 s die Bronzemedaille hinter dem Ungarn György Bakos und Jiří Hudec aus der Tschechoslowakei gewann. Im September erreichte er bei der Sommer-Universiade in Kōbe das Finale über 110 m Hürden und belegte dort in 13,96 s den sechsten Platz. Danach trat er nicht mehr international in Erscheinung.

## Persönlichkeiten
- 110 m Hürden: 13,57 s (−0,6 m/s), 18. August 1984 in Moskau
  - 60 m Hürden (Halle): 7,66 s, 16. Februar 1985 in Chișinău